# 犬山検査場茶所検車支区
座標: 北緯35度23分55秒 東経136度46分9秒 / 北緯35.39861度 東経136.76917度
茶所検車支区（ちゃじょけんしゃしく）は、岐阜県岐阜市にある、名古屋鉄道（名鉄）の車両基地である。従前の施設名は茶所検車区（ちゃじょけんしゃく）。犬山検査場に所属する検車支区の一つで名古屋本線の岐南駅と茶所駅の間にある。

## 概要
1956年（昭和31年）に開設された。広さは4,125m2。検査ピットを2線（8両用）を有し、日常検査に対応している。また最大22両を留置可能である。名古屋本線とは茶所駅側で接続している。
かつては新川工場の配下検車区であったが、組織再編で現在は犬山検査場に所属している。
主に名古屋本線、空港線の特急用車両（2000系・2200系・1000系・1200系・2200系）の列車検査、洗車、車内清掃を行っている。
7000系・7500系パノラマカーが多数在籍した時代は、その運用拠点でもあった。

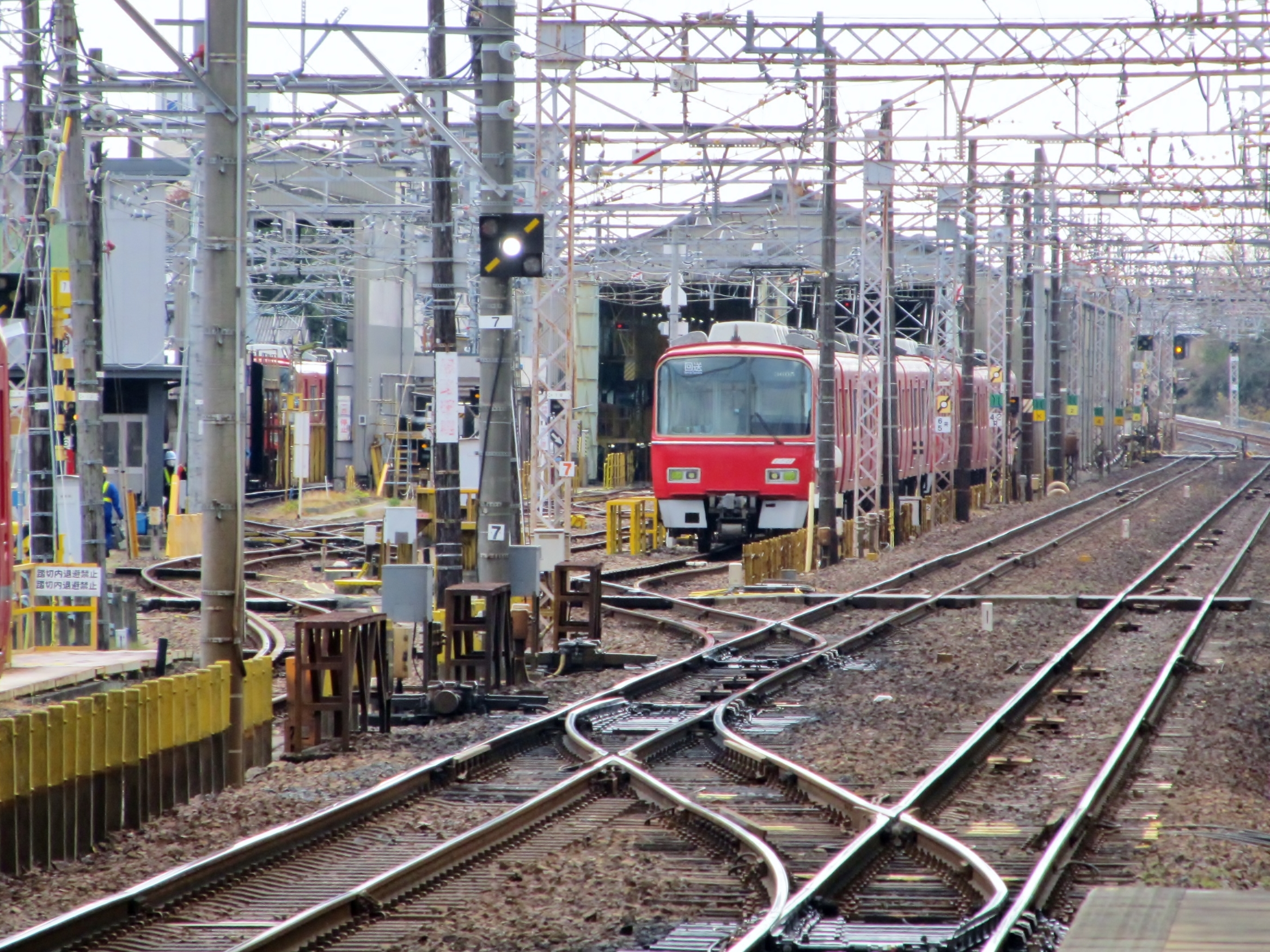
茶所駅より茶所検車支区を望む

|            | 茶所検車支区 配線略図 |
| 凡例 出典: |                       |

## 周辺地域との問題
茶所駅と加納駅の間から名鉄岐阜駅の区間は半径160m - 210mの急カーブがあり、特急でも50km/h - 55km/h以下まで減速する。さらに茶所検車支区への回送列車の本数が多いため、この周辺の中山道（岐阜県道181号岐阜那加線）や主要道路（岐阜県道77号岐阜環状線）の踏切は開かずの踏切となっている。
岐阜市等が主体となり、境川橋梁から名鉄岐阜駅までの区間を連続立体交差化し、茶所駅と加納駅を統合する計画がある。茶所検車支区は立体化や移転はせず、高架から勾配線で接続される予定である。また、2016年に公開された計画資料に描かれている高架化後のイメージCGにおいて、名古屋本線の上下線の中央に茶所検車支区へ繋がる線路が描かれており、高架化が完了した後は、車両の回送や入替作業などで支障する箇所が最小限となる構造に変わると思われる。